# 地球防衛軍 (映画)
『地球防衛軍』（ちきゅうぼうえいぐん、英題：The Mysterians）は、1957年（昭和32年）に公開された、東宝制作の特撮SF映画。カラー、東宝スコープ。監督は本多猪四郎、特技監督は円谷英二、主演は佐原健二。
同時上映は『サザエさんの青春』。

## 概要
本作品の公開年には世界初の人工衛星であるスプートニク1号が打ち上げられるなど、公開当時は宇宙開発競争が激化しており、国内外でも宇宙に関連した映画が多数制作されていたが、本作品はその中でもスケールの大きな作品であり、「空想科学映画の決定版」と銘打たれ、監督の本多猪四郎と特技監督の円谷英二による初めてのカラー東宝スコープ映画となっている。
巨大ロボットが登場する日本初の映画でもある。そのほか、東宝特撮として初めて、本格的な宇宙空間や空飛ぶ円盤、光線兵器などが描写された。また、戦車のミニチュアには初めてラジコンを用いている。地球側の攻撃は「自衛のための行動」であることが劇中でも明言されており、自衛隊の理念に則したものとなっている。
原作の丘美丈二郎やデザインの小松崎茂など、その後の東宝SF作品を支えるスタッフが初参加した。円谷は、本作品で第11回日本映画技術賞（特殊技術賞）を受賞した。
1959年にはMGM系で全米公開もされた。
2023年には東京現像所によって4Kデジタルリマスター版が制作された。

## ストーリー
のどかな富士山麓の村祭りの夜、地面から発火するという奇怪な山火事が発生し、天体物理学者の白石亮一が失踪する。白石の同僚で親しい友人であった渥美譲治は残された白石の論文「ミステロイドの研究」を安達賢治郎博士に届けるが、その内容は途中で終わっていた。まもなく、白石が住んでいた村に放射能を伴う山崩れが起こったとの報告を受け、調査に向かった渥美の前に巨大な怪ロボット・モゲラが出現する。火炎放射器や機関銃、ロケット砲の攻撃すらものともせず村落を次々に破壊するモゲラを、出動した防衛隊は鉄橋ごと爆破するという手段で、ようやくその進行を止める。
ここに至り、モゲラが白石の報告書にある異星文明の仕業と推測した安達博士は報告書を公表し、富士五湖で円盤状の飛行物体が頻繁に目撃されていたことから富士山麓へ調査団が派遣されるが、そこに突如として巨大なドーム状の物体が出現した。巨大ドームの主はミステリアンと名乗り、調査団の代表5名をドーム内に招き入れた。ミステリアンは調査団に対し、ドームを中心に半径3キロメートルの土地の割譲と地球人女性との結婚の自由を要求する。5千年前に母星のミステロイドを核戦争による原子兵器で失ったミステリアンは、宇宙を放浪した末、地球を訪れたのだった。
すでに数人の女性を拉致し、地球側の出方次第では攻撃も辞さないというミステリアンの要求に疑惑を感じ、これを拒否した防衛隊は通常兵器を中核とした戦力、野戦砲・戦車隊・ジェット戦闘機で猛攻を浴びせるが、要塞と化したミステリアンドームにはまったく効かず、ドームから発せられた熱光線の反撃で防衛軍は壊滅的な打撃を受け、撃退される。惨敗に頭を痛める一同のもとへ、科学戦闘班から新兵器・電子砲の設計図が持ち込まれる。
一方、緒戦の勝利を境にミステリアンの活動は目立っていき、東京上空に円盤を飛ばして「我々は戦いを好まない」と市民に呼びかける。そのころ、渥美の見ていたテレビ画面に行方不明となっていた白石が突如現れる。ミステリアンに寝返っていた白石は、対話を試みるリチャードソン博士やインメルマン博士に「勝つのは、地球人でもミステリアンでもなく科学だ」と言い放ち、リチャードソン博士は「それでも我々は戦わなければならない」と言い返す。諸外国の政治家および軍人は東京でミステリアン対策会議を開催し、決戦を富士山麓にて行うことを決意する。
通常兵器ではまったく歯が立たないミステリアンに対し、諸外国からの援助で、空中戦艦α号、β号、そして長距離からのオネストジョンによる攻撃が決定される。後方のα号の指揮下で前線に出たβ号はナパーム弾による高熱攻撃をドームに試みるが、熱光線で粉砕される。さらに、ミステリアンは土地の要求を半径120キロメートルに拡大したうえ、女性たちを次々と誘拐し始め、白石の妹・江津子と恋人の広子も誘拐されてしまう。
焦燥に満ちた危機の中、熱光線に耐えるマーカライトと、それを応用した超巨大パラボラ戦車・マーカライトファープやマーカライト塗装を施したα号といった対抗手段が、防衛軍側にようやく登場する。機動力に欠けるマーカライトファープの欠点を補うため、専用輸送ロケットマーカライトジャイロが投入配備され、決戦の準備が着々と整えられるが、マーカライトの効力は75分までと限界があるうえ、ドームへ決定的な打撃を与えられる性能を持つ電子砲は未完成であった。
地球軍の3度目の総攻撃が始まった。ジャイロから投下されたマーカライトファープは期待通りの性能を発揮し、熱光線に耐えながら距離を詰め、ドームにダメージを与えていく。ミステリアン統領は攻撃を中止せよと警告するが、防衛軍側は条件として地球からの撤退を要求し、激怒したミステリアンは報復手段として湖から濁流を発生させ、マーカライトの一部や付近の町を飲み込むという反撃に出る。だがその直後、ドームは一部機能が停止してしまう。実は渥美が江津子と広子を救うべく単独でドームに潜入し、ミステリアンから銃を奪ってドームの装置を破壊していたのだ。
渥美はすぐさまミステリアンに捕らえられ、その中の1人に連行される。だがその先は脱出路であり、そこには江津子や広子らミステリアンに連行された女性たちが待っていた。連行したミステリアンが仮面を外すと、その正体は白石だった。白石は「俺は奴らにだまされていた。地球はミステリアンの悲劇を繰り返すな！」と告げると、渥美に安達博士宛の報告書の続きを渡し、再びドーム内へ消えて行った。
マーカライトの効力切れの間近、ついに完成した電子砲を搭載した第二β号が発進する。ミステリアンは地中からモゲラを出動させるが、倒れてきたマーカライトに押し潰されて撃破された。戦場に到着した第二β号の電子砲攻撃が始まり、ついにドームは大爆発を起こす。その寸前に脱出した渥美たちの上空で、第二β号の砲撃はまだ続いていた。
電子砲の熱線が逃げるミステリアン円盤の一部を撃墜するが、残りの円盤は彼らが上空に建造していた宇宙ステーションへ帰還する。まもなく地球圏から離れていくステーションを見た安達博士は、「彼らは、永遠に宇宙の放浪者です。我々は決して彼らの轍を踏んではならない……」と呟くのだった。

## 登場キャラクター

### 怪遊星人 ミステリアン
かつて火星と木星の間に存在していたとされる第5遊星ミステロイドから、地球を訪れた異星人。身を覆うマントとヘルメット、ベルト、長靴が階級により色違いのものを着用しているのが特徴。その色は最高指揮官が赤、中級指揮官が黄、一般戦闘員が青となっている。高温に弱いため、冷涼な環境でないと生きていけない。
10万年前に母星を大原子兵器戦争による核兵器で滅ぼしてしまい、わずかに生き残った一団が火星へ移住して細々と生活してきたが、元の文明を復興・繁栄させることは困難だったため、恵まれた環境と豊富な資源を有する地球への移住を決意する。実力行使による侵略に乗り出すと、ステーションを宇宙、基地のドームを富士山麓地下にそれぞれ建設し、女性との結婚や半径3キロメートルの土地を要求する。
原子兵器戦の後遺症で肉体は異常を来たしており、生殖行動もままならず、素顔はケロイドが浮き出している。また、地球より重力の軽い火星で幾世代にもわたって生活してきたため、地球上では人類よりもやや動きが鈍い。
- 企画当初の名称はミステリーマンであった[49][31]。
- 核戦争により母星を失い、種として滅びつつあるという設定は、選択を誤った人類の行く末を警告するものであるとされる[27]。ミステリアン統領役の土屋嘉男は、宇宙人と地球人の双方が健気であることに夢があると評している[51]。
- 当初、衣装は全員とも白いヘルメットと黄色いマントで統一されていたが、カラー作品であることを意識して撮影開始後にはカラフルなものに変更された[42]。ただし、階級ごとに色分けするという案自体は、小松崎によるデザイン画に基づいている[31]。
- 土屋は、当初若い科学者役に配役されていたが、これを真面目すぎてつまらないと感じ、脚本にあった宇宙人役を志願した[52][51]。東宝から顔が見えない役での出演を反対されたが、「見えないから面白い」と主張し、監督の本多を感激させたという[出典 15]。土屋は表情が出ないマスクでの感情表現として全身を使った演技を行っており、以後の宇宙人のイメージを形づけるものとなった[55][53]。一方、衣裳については派手で抵抗があったといい、ガラス繊維のような特殊な素材で作られていたため、繊維が肌に刺さる感触があったという[53][51]。本多は、この衣裳には当時開発され始めた消防隊員用の生地を用いていたと語っている[56]。
- 特徴的な喋り方も土屋の提案によるものであった（詳細はワレワレハウチュウジンダを参照）。本多は、この喋り方は翻訳機を通したものという想定であったため[52]、本来であれば翻訳装置を見せる必要があったが予算の都合から実現しなかったと述べている[56]。
- 土地の譲渡を断る地球側に対し、他人の土地を勝手に売買していることを非難するセリフは土屋によるアドリブで、当時の日本宇宙旅行協会が月や火星など地球外の不動産を売買していたことを風刺したものである[57]。

## 登場兵器・メカニック

### 架空
α号
地球防衛軍の垂直離着陸能力を持つ空中戦艦。主翼がない航空機のような形状をした超大型ロケット機。富士山麓のミステリアンドームに対する攻撃を行った。また、劇中では防衛軍の杉本空将や科学者を乗せ、指揮官機の役割を果たしていた。2階建ての艦橋が特徴。動力は原子炉で、上昇には2基の上昇プロペラを使用し、ロケットエンジンで飛行する。武装は機首先端の熱線砲、ミサイルなど。劇中での改装で機体にマーカライト塗装を施し、一時的にドームからの破壊光線を弾き返すことが可能になっている。
- デザインはβ号と同様に小松崎茂によるもので、彼が書いた絵物語『地球SOS』に登場する空中戦艦にデザインの元をたどることができる。
- ミニチュアは、1メートル大のものが着陸脚の有無2種類制作された。β号ともども軽量化のために木材を用いている。造型を担当した井上泰幸は、美術課長に木材の必要性を納得させるのに苦労したと述懐している。

β号
地球防衛軍の空中戦艦。α号の同型艦だが、機体上面が緑色であり（α号は青）、機首先端の速射砲が単なるピトー管になっているのが識別点である。指揮官機のα号に対し、攻撃機の役割を担う。初代は富士山麓のミステリアンドームの第二次攻撃に参加するが、熱線で四散した。
第2β号はサイクロトロンを使用した電子砲を装備。ミステリアンドームへの第三次攻撃に参加し、ミステリアンドーム撃破に成功する。
- ミニチュアは大型と小型2種類あり、一番大きなものは遠近法を強調するため、パースがついている。

マーカライト・ファープ
英語表記はMarker-light FAHP（FAHP は Flying Attack Heat Projector の頭字語。対ミステリアン光線兵器。マーカライト処理が内面に施された直径200メートルの巨大なパラボラを付けた装置とキャタピラ付の高さ140メートルの4脚によって構成されている。ミステリアンドームの熱線を弾き返して相手に撃ち返せるだけでなく、同等の光線を中央から発射することが可能。有効射程は1.5キロメートルで、作動時間が75分間のみに限られているのが欠点。目標地点までは専用の3段式ロケット、マーカライト・ジャイロによって輸送され、空中で投下された後に下部のロケットエンジン4基を用いて降下する。無人兵器であり、α号からの電波で無線操縦される。劇中では同時に3基登場している。
- デザインは小松崎茂、最終決定稿は渡辺明。ミニチュアは大型と小型の2種類と、脚部だけの大型のものがある。これらを同一画面に並べることで遠近感を表現している。パラボラ部はアクリル製、フレームは金属製で、その他の部品は木製。発光部分は、ミニチュアの大きさに合わせて電球を使い分けている。移動シーンは、足元にガイド用の板を敷き、ピアノ線によって操作された。
- 光線は作画合成で描写している。光線が通過する付近では、照明をオーバーに露光させ、白熱している様子を演出している。
- 光線の効果音は、蓋を開けたグランドピアノの上に2人が乗り十円硬貨で弦をこすった音と、バグパイプの音や子供用ヴァイオリンをこすった音などを組み合わせて加工している。
- 東宝初のパラボラを用いた超兵器であり、後年の原子熱線砲（『モスラ』）やメーサー殺獣光線車などの原点とされる。
- 『ゴジラ FINAL WARS』では、スタッフの遊び心でマーカライト・ファープ型のアンテナが上海のビルの上に建てられている。

マーカライト・ジャイロ
マーカライト・ファープを、ミステリアンドーム近くまで空輸する超巨大輸送用3段式ロケット。中央の球体部分内部にマーカライト・ファープを搭載している。
- デザインは小松崎茂。劇中では単に地上から垂直に発進していたが、小松崎によるデザイン画には「スキージャンプ式のカタパルトから発進」「ラムジェットエンジンを翼に装備して空中で花びらのように投棄」などのアイデアが書き込まれている。
- ミニチュアは大型と小型の2種類が作られており、打ち上げ・飛行シーンとマーカライト・ファープ射出シーンで使い分けられている。射出シーンでは、分離したミニチュアを木枠の上下からピアノ線で吊って空中に固定している。その後、『ウルトラマン』第4話へ流用され、惑星開発用原子爆弾を輸送するロケットとして登場した。

人工衛星
国際連合が打ち上げた人工衛星。ミステリアンの地球侵略を機に、宇宙からの侵入者を監視するために打ち上げられる。複数の衛星が、地球を回る軌道上を周回している。球体部の直径は32センチメートル。
- クランクイン当初の時点では登場する予定は無かったが、クランクアップ直前にソ連が史上初の人工衛星であるスプートニク1号を打ち上げたため、急遽登場が決まった。球体とそこから伸びるアンテナというデザインも、スプートニク1号に類似する。

24連装ロケット砲車

ミステリアン・ドーム
ミステリアンが富士裾野に作り上げた要塞。地上からは半球状のドームに見えるが、実際には地下部分も含め球体状となっており、地下への潜行も可能である。直径200メートル。上部からは破壊熱線を放つ。通常時は半透明の白色だが、戦闘時は3色に発光する。
内部は低温になっているため、ドームを訪れた代表団には特殊ガウンが貸し与えられた。
- ミニチュアは、直径2メートルの大型モデルと遠景用の2種類が制作された。当時は希少であったアクリルがドーム部に使用されており、地下部分も作られている。制作には伸始工業（現：シンシ）の真空成形技術が用いられた。監督の本多は、当時はガラスやセルロイドなど大セットを造るのには向かない素材しかなく、東京中の化学工場を探し回って行き当たった美術担当の嬉しそうな顔を忘れられないと述べている。また、制作費は当時としてもかなり高額なものとなったが、竹や針金などで骨組みを作って漆喰を塗るなどの従来の方法では予算も時間もさらにかかっていただろうと語っている。

ミステリアン円盤
ミステリアンの宇宙船。2時間で地球を1周できる速度で明滅しながら飛行し、月・地球・宇宙ステーションを往復していた。モゲラに搭載されているものと同等の殺人光線を装備する。
- デザインは小松崎茂。従来のアダムスキー型やオカマ型で描写されることが多かった空飛ぶ円盤に対し、小松崎によるスマートなデザインは当時として斬新であったとされる。
- ミニチュアはFRP製で、大小2種類が制作された。井上は、微妙な曲線なので図面が引けず、原型を作って型を抜いたと述べている。その後、ミニチュアは『宇宙大戦争』のナタール円盤に改造された。

宇宙ステーション
ミステリアンが地上4万2千キロメートル上空に建造した宇宙ステーション。円盤の出撃拠点となっている。
ドームの敗北後は、地球の軌道を離れていった。
- 操演には、ピアノ線が約30本用いられた。円谷の意向により、円盤部分の回転は中央部のみ逆回転となっている。井上は、技術的に難しいうえに科学的な根拠がなく、画面上の効果も薄いことから反対していたが、円谷には聞き入れてもらえなかったという。最終的には、テープで隙間を隠して回転させているという。

### 実在
防衛隊
- M4A3E8中戦車（M4中戦車シャーマン、M4A3E8シャーマン戦車）
- M24軽戦車
- GMC 2.5tトラック
- 3/4tトラック（ダッジWC54型・Q4W70型）
- ジープ
- トヨタ BM型トラック
- 18tけん引車M4
- M5トラクター
- F-86Fセイバー戦闘機（F-86Fセイバー旭光）
- S-51偵察ヘリコプター
- MGR-1地対地ロケット弾オネスト・ジョン（M31オネストジョン）
- MIM-3 ナイキ・アジャックス
- 203mmりゅう弾砲M2
- 155mm加農砲M2
- 107mm迫撃砲M2
- 105mmりゅう弾砲M2A1
- 75mm無反動砲M20
- M1919A6軽機関銃
- M1918A2自動小銃
- 7.62mm小銃M1
- 九九式短小銃
- M1騎銃
- M2火炎放射器
- AN/MPQ-10対砲レーダー

警察・消防
- パトロールカー（ウィリスMB型）
- 消防ポンプ車（いすゞ TX型・ニッサン 180トラック型）
- M1917リボルバー

アメリカ軍
- F-104戦闘機
- C-124C戦略輸送機

## キャスト
- 渥美譲治[出典 51]：佐原健二
- 白石江津子[出典 52]：白川由美[注釈 26]
- 岩本広子[出典 53]：河内桃子
- 白石亮一[出典 51]（天体物理学者）：平田昭彦
- 安達博士[出典 51]（天体物理学博士）：志村喬
- 森田司令[出典 51]：藤田進
- 関隊長[115][116]：伊藤久哉
- 杉本司令[115][116]：小杉義男
- 川波博士[出典 51]：村上冬樹
- ミステリアン統領[出典 51]：土屋嘉男
- 浜本国防庁長官[出典 54]：山田巳之助
- 幸田博士[出典 55]：中村哲
- 防衛司令部渉外局長[115][39]：大川平八郎
- 野沢三郎[115]（ニュース解説者[122]）：笈川武夫
- 仙造[115][39]：加藤春哉
- 健吉[115]：大村千吉
- 宮本警部[115][119]：佐田豊
- 江本司令[出典 56]：三原秀夫
- 江津子の母[出典 57]：三條利喜江
- 野田博士[115][119]：生方壮児
- 代議士[115]：津田光男
- 早見技師[出典 58]（安達研究所技師）：今泉廉
- 川田巡査[115][119]：大友伸
- 井藤一佐[115][119]：熊谷二良
- 戸川署長[115][119]（警察署長[126]）：草間璋夫
- 私服の刑事[115]：広瀬正一
- 山本二尉[出典 59]：中丸忠雄
- 電話の警官[115]：坪野鎌之[注釈 27]
- 田宮巡査[出典 60][注釈 28]：緒方燐作
- 二郎[115]：重信安宏
- リチャードソン博士[115][39]：ジョージ・ファーネス
- インメルマン博士[出典 61]：ハロルド・エス・コンウェイ
- モゲラ[出典 62]、ミステリアン[132][注釈 29]、防衛軍幹部[7][132]、戦車から飛び出す自衛隊員[132][105]：中島春雄
- モゲラ[出典 63]、村人[135]：手塚勝巳

### キャスト（ノンクレジット）
- 防衛隊員：鈴木孝次[136]
- 警察署長：千葉一郎[137]
- 円盤を見上げる男：速水洸[138]
- 第2ベーター号乗員：細川隆一[139]
- 記者：松本光男[140][125]
- 防衛軍幹部、私服の刑事：光秋次郎[141][142]
- α号乗員：向井淳一郎[出典 64]
- アナウンサー：池谷三郎[145]

## スタッフ
参照
- 製作：田中友幸
- 原作：丘見丈二郎[3][15][注釈 30]
- 潤色：香山滋
- 脚本：木村武
- 撮影：小泉一
- 美術：安倍輝明
- 録音：宮崎正信
- 照明：岸田九一郎
- 音楽：伊福部昭
- 監督助手：梶田興治
- 音響効果：三縄一郎
- 編集：岩下廣一
- 現像：東洋現像所
- 製作担当者：坂本泰明
- 特殊技術
  - 撮影：荒木秀三郎、有川貞昌
  - 美術：渡辺明
  - 照明：城田正雄
  - 合成：向山宏
- 特技監督：圓谷英二
- 監督：本多猪四郎

### ノンクレジット
- 操演：中代文雄[7]
- 助監督（特撮・チーフ）・監督助手（特撮・チーフ）：浅井正勝[7]
- 合成：土井三郎[7]
- スチール：土屋次郎[7][32]
- 撮影助手（特撮）：富岡素敬[7]、徳政義行[7]、高野宏一[7]、樺島幸男[7]、幸隆生[7]
- 美術助手（特撮）：井上泰幸[7]、入江義夫[7]、菅沼峻[7]、池渕剛治[7]
- 特殊機械（特撮）：鈴木昶[7]
- 火薬：山本久蔵[148]
- 造形チーフ：利光貞三[要出典]
- コンセプトデザイン[注釈 31]：小松崎茂[32]

## 製作
監督の本多猪四郎は、本作品の狙いとして冷戦下で東西の対立が深まる世界情勢を受け、地球外からの侵攻があれば地球全体が結束するのではないかという逆説的な考えであったといい、第二次世界大戦を経験した自身の戦争に対する1つの答えであったと述べている。一方で、敵対するミステリアンも地球での善悪の概念に収めず、やむを得ない事情のある存在として位置づけることで、今後の人類の課題としてコミュニケーションがとれないもどかしさをどう解決していくかという疑問も描きたかったと語っている。
音楽は、伊福部昭が担当した。本作品では地球防衛軍マーチと通称されるマーチ調の音楽を中心としており、以後マーチ調の楽曲が特撮映画における伊福部音楽の特色となっていく。

### 原作
原作の丘見丈二郎は、製作の田中友幸が雑誌『増刊宝石』に掲載された丘美の小説「鉛の小函」を読んだことで起用された。丘見は当時自衛隊に所属しており、航空機関係の企業に勤めていた田中の弟と知人でもあった。田中は、当時丘見が勤務していた仙台基地まで赴いて執筆を依頼し、丘見は防衛というテーマが自衛隊に合致したことからこれを引き受けた。
丘見による原作は、田中の要請により雑誌掲載を前提に小説形式で執筆されたが、400字詰原稿用紙200枚におよぶこの原作は長すぎるとして、出版には至らなかった。丘見は、以後の作品では小説形式ではなくストーリーのみの原案形式で執筆した。
原作ではモゲラが登場しないうえ、白石が人類を裏切るという展開や、ミステリアンが地球人女性との結婚を求めるといった設定も存在していなかった。丘見は、脚色の香山滋から「もっとロマンを」と意見されていたという。

### 撮影
特撮ものとしては初めてワイドスクリーン版東宝スコープを採用した作品である。富士の裾野での戦闘シーンでは、ワイド画面を活用した攻撃の応酬が繰り広げられる。カラー化により光量が増えていたところにシネスコに合わせてさらなる光量が必要となったため、特撮のスタジオセットでは80度近い熱気となっていた。特撮班カメラマンの富岡素敬によれば、光量の増加に伴い電力使用量も大幅に増え、他のスタジオで電気が使えなくなってしまうため、円谷班は他の組が定時に撮影を終えた後の午後6時から撮影を始めなければならなかったという。
人物カットと特撮カットを合成や編集で組み合わせる手法が多用されており、本編と特撮の一体化が図られている。富岡は、シネスコは横に長いことから人物を真ん中に置くと左右が空いてしまい、人物の位置取りが難しかったと述懐している。
自衛隊の攻撃シーンでは、陸上自衛隊富士学校の全面協力により、実際の演習風景を撮影している。本多によれば、最大で3個中隊が参加しており、自身が監督した時代の東宝特撮では最高動員数であったという。実在の兵器が多数登場するこのシーンは、後の作品にも数多く流用されている。
冒頭の山火事のシーンでは、オープンセットで人間と火を扱った撮影を行った後、スタジオに同じ形状のミニチュアを作り、ロングショットや溶岩のシーンなどを撮影した。オープンセットの撮影では、スタートが遅れたことから着火に使用するガソリンが揮発して周囲に充満してしまい、予定よりも広範囲に燃え広がった。そのため、このシーンでの出演者の表情は本当に恐怖で驚いたものであったという。本多は、当時はオープンセットでもガソリンが多く使えたと後年のインタビューで述べている。
村祭りのシーンは東京都内の氷川神社で撮影された。民謡は、民謡研究会が担当した。
村の遠景を撮影した西湖北側の集落は、撮影の数年後に土砂災害で壊滅を経て移転したために現存しておらず、本作品は当時の様子を映した貴重資料となっている。
会議室のセットは、産経新聞の国際会議場をモデルとしている。
ドーム攻撃の場面では実物大の戦車も用いられた。特殊美術の入江義夫は、予算のない中、円谷から製作を依頼されたという。脱出する乗員は人形で表現しているが、操演の中代文雄はタイミングがうまく合わず勝手に飛び出したものだが、それが却って良かったと述懐している。入江は、『モスラ』で使用した実物大模型は本作品のものと同一であると推測している。
ミサイル着弾時の爆発はそれまでスタッフが目視と手作業で行っていたが、特機の鈴木昶がミサイルが届いた瞬間に電気着火して爆発する着発信管という仕組みを考案した。しかし、鈴木はこのギミックの準備作業中に誤って通電させた結果、ナパームの爆発を浴びて火傷してしまい、休養することとなった。
モゲラが襲撃する鉄橋のミニチュアは、戸井田製作所が手掛けた。鉄橋のシーンは、『ゴジラ』（1954年）で制作されたオープンセットのプールで撮影されたが、円谷の要望により撮影後に作り直されて再撮影された。井上は、円谷から「出来が今ひとつ」という理由で作り直しを指示されて癪に障ったというが、実際には撮影助手がフィルムを噛み込ませてしまったため、爆破シーンが撮影できていなかったことが原因であった。
ミニチュアセットの樹木には、ヒムロ杉の枝を用いている。

## 派生作品
小説
学習雑誌『中学生の友 2年』1958年3月号には、本作品の原作を務めた丘美丈二郎による、ミステリアンの再襲来を描いた短編小説『ミステリアンまた来襲す!!』が掲載された。舞台は『地球防衛軍』から15年が経過した1975年とされている。2013年に『丘味丈二郎探偵小説選 II』（論創社）へ収録された。
丘美による本作品の原作は公表されていない。

漫画
あかしや書房 1958年1月1日発行 作画：藤田茂
「少年」1958年2月号付録 作画：岡本俊彦
「おもしろブック」1958年2月号付録 作画：小松崎茂

## 再上映
1978年3月18日公開の「東宝チャンピオンまつり」（最終興行）でリバイバル上映された。上映時間は71分。
「東宝チャンピオンまつり」のリバイバルメイン作品では、本作品がもっとも古い。企画に協力していたデザイナーの米谷佳晃は、東宝から提示された『地球防衛軍』『宇宙大戦争』『世界大戦争』の中から子供がストレートに楽しめる本作品を選んだと述べている。また、『スター・ウォーズ』や『未知との遭遇』などの公開によるSF映画ブームの影響もあるとされる。当時の東宝映像で撮影助手を務めていた桜井景一は、本興行での再編集は監督の本多が行っていたことを証言している。
2008年7月にはキネカ大森の円谷英二特集で複数回リバイバル上映された。
2023年8月には特集上映企画「午前十時の映画祭13 デジタルで蘇る永遠の名作」にて4Kデジタルリマスター版が上映された。

## 映像ソフト
- 1980年代前半にVHSビデオソフトが発売[167]。品番TG4222[17][168]
- LD 品番 TLL2217[168]
- DVD
  - 2001年6月21日にジュエルケース版がされた[169][170]。オーディオコメンタリーは川北紘一×樋口真嗣[170]。
  - 2007年2月23日に、『透明人間』『ガス人間第一号』『日本誕生』とセットになったDVDBOX「東宝特撮 空想科学箱」が発売された[171]。
  - 2013年11月8日に、期間限定プライス版が再発売された。
  - 2015年7月15日に、東宝DVD名作セレクション版が再発売された。
- BD
  - 2010年3月19日に発売された。

## その他
- アメリカ合衆国のバンド「クエスチョン・マーク&ザ・ミステリアンズ」の名は、本作品の英題『The Mysterians』に由来する。
- 本作品に出演した白川由美は、竹中直人とともに『今夜は最高!』にゲスト出演した時、タモリと本作品のパロディを披露した[要出典]。

## 関連作品
- 『宇宙大戦争』（1959年） - 本作品の姉妹編。安達博士、リチャードソン博士、インメルマン博士が再登場している。ただし、安達やリチャードソンを演じたのは別の俳優である。また、本作品の円盤のミニチュアがナタール円盤に流用された。
- 『若い娘たち』（1959年） - 学園祭のシーンで、ミステリアンに扮装した人物が登場する[172]。
- 『アワモリ君乾杯!』（1961年） - 後半、東宝砧撮影所内でアワモリ（坂本九）、カバヤマ（ジェリー藤尾）がギャング団を追って倉庫に入ったシーンで、モゲラが登場。
- 『怪獣大戦争』（1965年） - 自衛隊が布陣するシーンは本作品の映像を流用している[173]。
- 『ゼロの焦点』（2009年） - 1957年ごろを舞台としており、劇中では街中に本作品のポスターが貼られている[174]。